# BA-27
BA-27装甲車はソビエト連邦の装甲車である。ソ連における最初の制式採用された装甲車でありながら、第二次世界大戦末期まで長く運用されたソ連初の量産型装甲車である

## 概要
BA-27は中型装甲車に当たる装甲車であり、ソ連における初の国産装甲車である。BAとは、ブラニェアブトモビーリ(ロシア語：бронеавтомобиль（装甲車）)を意味する。
後続の車両の方がBAの番号は若いが、BA-27の27は開発年度から来ているものと思われ、以降の車両はほぼ製作順に番号が並んでいる。
BA-27の製作は、リハチョフ記念工場（ZIL）の前身であるモスクワ自動車企業体（AMO）とイジョルスキー工場の共同開発で行われ、E.N.ヴァジネフスキーとB.D.ストロカーノフが担当技師として開発を主導し、1928年に制式採用が決定、1931年まで生産が行われた。

## 性能
BA-27は、イタリアのフィアット社からライセンス生産権を購入して、AMOが量産を行っていたAMO-F-15 4輪トラックをベースに、イジョルスキー工場が製作した装甲を装備、既に大量生産が開始していたT-18と同様の37mmオチキス戦車砲とDT機銃を装備した砲塔を共用した。ライセンス生産のオチキス37mm戦車砲は当時非常に強力な戦車砲であり、360°旋回が可能であった。DT機銃は同軸で装備する。
こうした装甲車としては破格の攻撃能力はその後のBAシリーズでもよく見られるが、これは装甲や内部容積の余裕、全体の信頼性をある程度犠牲にした上に成立しており、特に武装に対して不釣り合いな装甲の薄さは早い段階から深刻なものと考えられていた。BA-27は全面がリベット接合で構成されていた為、防御能力は極めて低かった。この点に関しては後続のBA-Iなどから早い内に電気溶接による修正が行われている。装甲厚の8mmという数字はT-18の半分程度のものであるが、これは重量的にシャーシに負担をかけないギリギリの厚さであった。
その他、整備性の悪さから、工業基盤が整っていない極東方面などで本車を運用する部隊からの評判はあまり良くなかった。

## 改良型
いくつかの致命的な欠点が存在したBA-27だが、その中でも特に問題視されたのは機動性であった。路上最大速度が30km/hと鈍足で、路外踏破性能が著しく劣る事が試験の内から指摘されていた。そこで本車の機動性能の抜本的改善を目指して1931年よりベースを新たに導入したアメリカのフォード・ティムケン6輪トラックとしたBA-27Mの開発が進められた。フォード製のトラックのシャーシ、動力機構は、フィアット社製トラックに比べて洗練されており、改良前と同じエンジンを使用しているにもかかわらず、速度が48km/hと向上し、6輪×4輪駆動により路外踏破性能も改善された。
なお性能諸元の製造台数にBA-27Mは含まれておらず、BA-27Mそのものの製造台数は不明。
全体的なスペック変化は、重量が0.1t増えた一方で、速度が48km/h、行動距離が350km前後と大幅に強化され、また乗員が1人増えて4人になっている。特に行動距離が大幅に伸びたのは燃料タンクを拡張し、搭載燃料を二倍にしたことによる。
また1937年には鉄道型のBA-27ZhDが少数生産されている。これは車輪を鉄輪に換装することでレール上を50km/hで走行することが出来た。

## 運用
BA-27は最も早く開発された装甲車ということで、1930年代後半の相次ぐ戦争を前に、長期の訓練や治安維持任務でいくらか戦闘経験を積む機会があった。
一部がモンゴル人民共和国軍に供与され、ノモンハン事件で使用された他、冬戦争では、BA-27Mがフィンランド国防軍に鹵獲されて運用された。ソ連の旧式車両を制式装備として極力活用していたフィンランドでもBA-27を実戦運用するのは流石に厳しく、1942年まで訓練用として使われた後、おそらくスクラップにされた。
その後独ソ戦でも運用されたが、後続の中型装甲車の多くがドイツ国防軍の電撃戦によって次々と撃破される中、最旧式のBA-27も殆どが失われた。
しかし1945年の終戦までいくつかの生存車両が残っており、1台がクビンカ戦車博物館に現存している。